# ФК Унгвар АК
ФК Унгвар АК (мађ. Ungvári AC) је угашени фудбалски тим са седиштем у Унгвару. У сезони 1944/45, тим је играо на врхунском фудбалском првенству Мађарске, које је прекинуто након четири кола због Другог светског рата, након чега је 1945. клуб званично угашен и престао је да постоји.

## Достигнућа
- Учесник завршног дела првенства Аустроугарске: 1914

Прва лига Мађарске у фудбалу
- Учесник: сезони 1944/45.[1]

Друга лига Мађарске у фудбалу
- Шампион: 1943/44. (група исток)[2]
- Другопласирани: 1942/43. (група Ракоци)

## Познати играчи
- Геза Калочај